# Ойленберг, Герберт
Герберт Ойленберг (нем. Herbert Eulenberg; 25 января 1876, Кёльн (Мюльхайм) — 4 сентября 1949, Дюссельдорф (Кайзерверт)) — немецкий писатель, поэт и драматург.

## Жизнь и творчество
Г. Ойленберг родился в семье фабриканта, владельца машиностроительного завода в Мюльгейме-на-Руре. Изучал право в Берлине, Лейпциге, Мюнхене и Бонне, с 1900 — доктор юриспруденции. Занимаясь адвокатской практикой в Опладене и Кёльне, он в то же время проявляет себя как талантливый поэт и драматург. В 1903 году Ойленберг оставляет работу юриста, живёт и работает в Берлине как драматург и свободный писатель. В 1905 он, вместе с Густавом Линдеманом и актрисой Луизой Дюмон переселяется в Дюссельдорф, где открывает созданный ими Дом театра. Здесь он работает драматургом и сценаристом до 1909 года. В 1911 году писатель был обвинён в распространении сочинений неприличного содержания, однако судебный процесс против него провалился. В 1913 он пишет драму «Белинда», за которую был награждён Шиллеровской премией.
В 1920-е годы Г. Ойленберг был одним из наиболее успешных драматургов Германии, пьесы его пользовались огромной популярностью на немецкой сцене. Г. Ойленберг — автор многочисленных эссе по различной тематике мира искусства, театра, литературы и музыки, публикуемых в прессе Германии и Австрии. Занимался также издательской деятельностью. Был одним из основателей в 1919 году в Дюссельдорфе художественного объединения Молодой Рейнланд.
В 1923 году писатель совершает поездки на Ближний Восток, в Северную Африку и в США, выступает в Колумбийском университете (первый немец после А.Эйнштейна). В 1925—1926 выходят его «Избранные сочинения». Г.Ойленберг поддерживает дружеские и творческие отношения с писателями и литературными критиками Томасом Манном, Германом Гессе, Стефаном Цвейгом, Франком Ведекиндом, Герхартом Гауптманом, Гервартом Вальденом, Францем Верфелем; с художниками Ловисом Коринтом, Отто Диксом и Максом Пехштейном (все трое писали его портреты), с композитором Рихардом Штраусом и с актёрами Хайнцем Рюманом, Генрихом Георге и Паулем Вегенером.
После прихода к власти в Германии национал-социалистов драмы Г. Ойленберга были сняты с постановок в театрах, его книги более не печатались. Писатель, зарекомендовавший себя как пацифист и гуманист, подвергался нападкам и оскорблениям в фашистской прессе («рыжеволосый еврей»). Только обширные и прочные связи Г. Ойленберга в высших культурных кругах страны уберегли его от отправки в концлагерь. В годы Второй мировой войны писатель в дюссельдорфской газете «Der Mittag» изредка под различными псевдонимами печатает небольшие статьи. В это же время он пишет несколько драматических произведений на злободневные политические темы. После окончания войны писатель сотрудничает с рядом газет. В 1948 он, за свою биографию Генриха Гейне, награждается премией Генриха Гейне. В том же году становится почётным доктором искусств Боннского университета. В 1949 был награждён Национальной премией ГДР.
В 1912 году Ойленберг поручил дюссельдорфскому художнику-графику Фрицу Гельмуту Эмке расширить свой жилой дом по адресу Бургаллее 4 в Кайзерсверте (Haus Freiheit/Дом свободы). Он и его жена нашли свое последнее пристанище в саду рядом с домом. Ойленберг скончался вследствие несчастного случая.

## Награды
- 1912 премия фонда Петера-Вильгельма Мюллера
- 1913 Народная Шиллеровская премия
- 1919 премия Венского народного театра
- 1946 почётный гражданин Дюссельдорфа
- 1948 премия Генриха Гейне, Гамбург
- 1949 Национальная премия ГДР

## Сочинения
- Alles um Geld. Ein Stück. Leipzig 1911
- Alles um Liebe. Eine Komödie. Leipzig 1910
- Anna Boleyn. Berlin 1920
- Anna Walewska. Eine Tragödie in 5 Akten. Berlin 1899
- Ausgewählte Werke in 5 Bänden. Band 1: Lyrische und dramatische Dichtungen, Band. 2: Dramen aus der Jugendzeit, Band 3: Dramen aus dem Mannesalter, Band 4: Schattenbilder und Lichtbilder, Band 5: Erzählende Werke. Stuttgart 1925
- Belinde. Ein Liebesstück in fünf Aufzügen. Leipzig 1913
- Brief eines Vaters unserer Zeit. In: PAN. 1. Jahrgang, Nr. 11, 1. April 1911, S. 358—363
- Bühnenbilder. Berlin 1924
- Das Buch vom Rheinland. München 1931
- Das Ende der Marienburg. Ein Akt aus der Geschichte. Stuttgart 1918
- Das grüne Haus. Ein Schauspiel. Meiningen 1921
- Der Bankrott Europas. Erzählungen aus unserer Zeit. 1919
- Der Frauentausch. Ein Spiel in fünf Aufzügen. Leipzig 1914
- Das Marienbild. in: Neue deutsche Erzähler. Band 1 (Max Brod u.a.) Paul Franke, Berlin o. J. (1930)
- Der Morgen nach Kunersdorf. Ein vaterländisches Stückchen. Leipzig 1914
- Der Mückentanz. Ein Spiel. Stuttgart 1922
- Der Übergang. Eine Tragödie. München 1920
- Deutsche Sonette. Leipzig 1910
- Die Familie Feuerbach. In Bildnissen. Stuttgart 1924
- Die Kunst in unserer Zeit. Eine Trauerrede an die deutsche Nation. Leipzig 1911
- Die letzten Wittelsbacher. Wien 1929
- Die Prä-Raphaeliten. Düsseldorf 1946
- Die Windmühle. Hamburg 1929
- Du darfst ehebrechen! Eine moralische Geschichte. Allen guten Ehemännern gewidmet. Berlin 1909
- Ein halber Held. Tragödie in fünf Aufzügen. Leipzig 1903
- Ein rheinisches Dichterleben. Bonn & Berlin 1927
- Erscheinungen. Stuttgart 1923
- Europa. Ein Hirtenstück aus der griechischen Sagenwelt (zwischen 1940 und 1944). Düsseldorf 1949
- Freundesworte. In: Leo Statz: Der Sillbund. Drei Eulen, Düsseldorf 1946, S. 11-20 (Nachruf auf den von den Nazis ermordeten Statz)
- Gefährliche Liebschaft. Düsseldorf 1947
- Glaube, Liebe, Hoffnung. Berlin 1942
- Glückliche Frauen. Hellerau 1929
- Heinrich Heine. Berlin 1947
- Ikarus und Daedalus. Ein Oratorium. Leipzig 1912
- Kassandra. Ein Drama. Berlin 1903
- Katinka die Fliege. Ein zeitgenössischer Roman. Leipzig 1911
- Leidenschaft. Trauerspiel in fünf Aufzügen. Leipzig 1901
- Letzte Bilder. Berlin 1915
- Liebesgeschichten. Leipzig 1922
- Mein Leben für die Bühne. Berlin 1919
- Meister der Frühe. Düsseldorf 1947
- Mensch und Meteor. Dresden 1925
- Mückentanz. Ein Spiel. Stuttgart 1922
- Münchhausen. Ein deutsches Schauspiel. Berlin 1900
- Nachsommer. Berlin 1942
- Neue Bilder. 1912
- Schattenbilder und Lichtbilder. Stuttgart 1926
- Schattenbilder. 20 Musikerportraits. Düsseldorf und Wien 1965
- Schattenbilder. Eine Fibel für Kulturbedürftige in Deutschland. Berlin 1910
- Schubert und die Frauen. Drei Eulen Verlag Düsseldorf 1946
- So war mein Leben. Düsseldorf 1948
- Sonderbare Geschichten. Leipzig 1910
- Um den Rhein. Berlin 1927
- Wir Zugvögel. Roman. Stuttgart 1923
- Zeitwende. Ein Schauspiel in fünf Akten. Leipzig 1914